# Bam Adebayo
Edrice Femi "Bam" Adebayo (født 18. juli 1997) er en amerikansk professionel basketballspiller, som spiller for NBA-holdet Miami Heat.

## Klubkarriere

### Miami Heat
Adebayo blev valgt i 2017 draften af Miami Heat med det 14. valg. Hans to første sæsoner i ligaens var relativt anonyme.
Adebayo havde sit gennembrud i 2019-20 sæsonen, hvor han for første gang i sin karriere kom på All-Star holdet. Han sluttede på andenpladsen for Most Improved Player prisen i sæsonen. Han spillede i sæsonen en vigtig rolle i at Heat overraskede, og nåede hele vejen til NBA-finalen, men tabte til Los Angeles Lakers.
Bam skrev i november 2020 en ny kontrakt med Heat. Han fortsatte sit gode spil over de næste sæsoner, herunder at han to sæsoner i streg kom på fjerdepladsen i Defensive Player of the Year-afstemningen. Han blev i 2022-23 for anden gang i sin karriere valgt til All-Star holdet.

## Landsholdskarriere
Adebayo var med på det amerikanske landshold til OL 2020 i Tokyo (afholdt i 2021). Her bestod indledende runde for første gang af fire puljer à fire hold, og USA, som havde vundet de seneste tre OL-guldmedaljer, var knap så store favoritter, som de tidligere havde været. Holdet indledte med at tabe til Frankrig, men vandt de to øvrige kampe og var dermed klar til knockout-fasen. Holdet virkede til at blive stærkere, som turneringen skred frem, og det vandt kvartfinalen over Spanien, derpå semifinalen over Australien, inden de i finalen igen stod over for Frankrig. Kampen blev ret tæt, men i anden halvleg var det med USA i spidsen hele tiden, og holdet genvandt guldet med en sejr på 87-82, mens Frankrig fik sølv og Australien bronze efter sejr i kampen om tredjepladsen.